# Quicksand (sèrie de televisió)
Quicksand (Störst av allt) és una sèrie de televisió dramàtica sueca basada en la novel·la Störst av allt de Malin Persson Giolito. La primera temporada, produïda per Netflix, va sortir a la plataforma de vídeo a la carta el 5 d'abril de 2019.

## Sinopsi
Després d'un tiroteig en una escola, Maja Norberg, 18 anys, és portada a la comissaria on s'assabenta que és acusada d'homicidi.

## Repartiment
- Hanna Ardéhn: Maja Norberg
- Felix Sandman: Sebastian "Sibbe" Fagerman
- William Spetz: Samir Said
- Ella Rappich: Amanda Steen
- David Dencik: Peder Sander
- Reuben Sallmander: Claes Fagerman
- Maria Sundbom: Lena Pärsson
- Rebecka Hemse: Jeanette Nilsson
- Arvid Sand: Lars-Gabriel "Labbe" Sager-Crona
- Helena af Sandeberg: Mimmi Steen
- Anna Björk: Camilla Norberg

## Episodis
1. Maja
2. Förhöret
3. Begravningen
4. Rekonstruktionen
5. Rättegången
6. Vittnena